# Oxia Palus
Oxia Palus  è una caratteristica di albedo della superficie di Marte.